# Star Wars Episode V: Imperiet slår igen
Star Wars Episode V: Imperiet slår igen (originaltitel: The Empire Strikes Back, også kendt som Star Wars Episode V: The Empire Strikes Back) er en science fiction-film, instrueret af Irvin Kershner. Det er den anden film der blev optaget, til trods at for den faktisk er episode 5 i Star Wars-sagaen. Filmen havde premiere i 1980.

## Handling
Oprørerne må flygte fra deres base da imperiets stormtropper angriber. Luke Skywalker rejser til Dagobah sammen med R2-D2, fordi Obi Wan Kenobis genfærd har fortalt ham at her vil han møde Jedi Mester Yoda som kan oplære ham til at blive en jedi. I mellemtiden bliver Han Solo, Chewbacca Prinsesse Leia og C-3PO jaget af Darth Vader og hans flåde. Han Solo og Leia er desuden begyndt at få følelser for hinanden. Solo kender en gammel ven, Lando Calrissian, som de skjuler sig hos, men de bliver forrådt. Darth Vader tager dem til fange og piner dem for at lokke Luke frem. Dette fornemmer Luke som har tænkt sig at hjælpe dem. Yoda fornemmer at det er en fælde og advarer Luke imod at gå imod Vader før hans træning er færdig. Luke tager dog af sted. Samtidig er Han Solo blevet indkapslet i carbonit, og ført væk af dusørjægeren Boba Fett. Luke er nu i kamp med Vader i en lyssværdduel. under kampen hugger Vader Lukes hånd af og afslører at han er Anakin Skywalker, Lukes Far. Vader prøver at lokke Luke ned på den vej der ødelage Anakin og skabte Vader. Luke kaster sig i dybet men bliver suget ind i en ventilations-skakt. Han forsøger at kalde Obi-Wan ved hjælp af kraften men da det slår fej retter han sine tanker mod Leia der føler det og reddet ham. Luke får nu en kunstig hånd. Og sammen med oprørene har de tænkt sig at redde Solo. 

## Medvirkende
- Mark Hamill som Luke Skywalker
- Harrison Ford som Han Solo
- Carrie Fisher som Leia Organa
- Peter Mayhew som Chewbacca
- Billy Dee Williams som Lando Calrissian
- Frank Oz som Yoda-dukken
- Anthony Daniels som C-3PO
- Kenny Baker som R2-D2
- David Prowse som krop til Darth Vader
  - James Earl Jones som stemme til Darth Vader
- Ian McDiarmid som Kejser Palpatine
- Alec Guiness som Obi-Wan Kenobi

## Produktion
Mens han var færdig med produktionen på den første Star Wars (1977), blev Alan Dean Foster, forfatter af Star Wars-romaniseringen, ansat af George Lucas til at skrive en efterfølgerroman, der skulle tilpasses som en lavbudget-film, hvis Star Wars var en fiasko. Efter filmens succes blev disse planer opgivet til fordel for en storfilm.
Da ingen forfatter var tilgængelig, måtte Lucas selv skrive det næste udkast. Det var dette udkast, hvor Lucas først brugte nummeret "Episode" til filmene; Empire Strikes Back blev afsnit V. Hans skuffelse over det første udkast fik Lucas sandsynligvis til at overveje forskellige retninger, som han skulle tage historien til. Han brugte en ny plot twist: Darth Vader hævder at være Luke's far. Ifølge Lucas fandt han dette udkast behageligt at skrive i modsætning til de årlige kampe med at skrive den første film, og skrev hurtigt yderligere to kladder.
For at designe Yoda brugte effektmanden Stuart Freeborn sit eget ansigt som model og tilføjede Albert Einsteins rynker til udseendet af enestående intelligens. Sættet til Dagobah blev bygget fem meter over scenegulvet, hvilket gjorde det muligt for dukkefugle at kravle under og holde Yoda-dukken op. Opsætningen skabte kommunikationsproblemer for Frank Oz, som spillede Yoda, da han var under scenen og ikke var i stand til at høre besætningen og Mark Hamill ovenfor. Hamill udtrykte senere sin forfærdelse over at være den eneste menneskelige karakter blandt en masse dukker.

### Musik
Filmens musik blev komponeret af John Williams og fremført af London Symphony Orchestra.
Side one
| 1. | "Star Wars (Main Theme)"        | 5:49 |
| 2. | "Yoda's Theme"                  | 3:24 |
| 3. | "The Training of a Jedi Knight" | 3:17 |
| 4. | "The Heroics of Luke and Han"   | 6:18 |

Side two
| #  | Titel                                      | Længde |
| -- | ------------------------------------------ | ------ |
| 5. | "The Imperial March (Darth Vader's Theme)" | 2:59   |
| 6. | "Departure of Boba Fett"                   | 3:30   |
| 7. | "Han Solo and the Princess"                | 3:25   |
| 8. | "Hyperspace"                               | 4:02   |
| 9. | "The Battle in the Snow"                   | 3:48   |

Side three
| #   | Titel                    | Længde |
| --- | ------------------------ | ------ |
| 10. | "The Asteroid Field"     | 4:10   |
| 11. | "The City in the Clouds" | 6:29   |
| 12. | "Rebels at Bay"          | 5:23   |
| 13. | "Yoda and the Force"     | 4:01   |

Side fou4
| #   | Titel            | Længde |
| --- | ---------------- | ------ |
| 14. | "The Duel"       | 4:07   |
| 15. | "The Magic Tree" | 3:32   |
| 16. | "Lando's Palace" | 3:52   |
| 17. | "Finale"         | 6:28   |

Total længde: 74:39